# Mercat municipal (el Prat de Llobregat)
El Mercat municipal del Prat de Llobregat (Baix Llobregat) és una obra noucentista del 1921 inclosa en l'Inventari del Patrimoni Arquitectònic de Catalunya.

## Descripció
El mercat està constituït per tres naus unides per una nau central de forma octogonal. Les tres naus rectangulars estan cobertes sota un encavallat de bigues de fusta, mentre que la central l'ha substituït per un embigat de laminat d'acer. Per la seva cara interna, els murs estan recoberts fins a una alçada de dos metres, de rajoleta blanca i verda del tipus valencià. En els punts on s'uneixen les naus laterals a la central es repeteix el motiu ornamental de la façana, consistent en una sèrie d'obertures rectangulars que si bé en el cas del carrer fan la funció de finestres, a l'interior, al deixar veure el mercat en tota la seva dimensió alleugeren una mica la sensació d'espai reclòs que podria produir el seu fraccionament. És un clar exemple de noucentisme d'inspiració historicista popular.

## Història
Cap a la dècada del 1920, els mercats van deixar d'estar constituïts per paradetes a l'aire lliure i per les noves necessitats van passar a constituir llocs estables i closos. L'Ajuntament del Prat va construir el seu en un solar que els havia estat cedit el 1734, pel senyor Baudilio Sigalès, per a saldar uns deutes que tenia amb la Institució i que fins al moment havia estat inutilitzat.
El primer projecte de mercat municipal estable s'elaborà el 1916 per l'arquitecte municipal Antoni Pascual i Carretero. El projecte inicial fou abandonat i el 1921 el nou edifici fou dissenyat per Antoni Bartra i Boada, aleshores també arquitecte municipal, i aixecat pel mestre
d'obres Artur Monés i Company. Inicialment només disposava d'una entrada per la plaça de la Vila. Entre 1934 i 1944 es va fer l'ampliació pel sud-est fins al carrer d'Ignasi Iglésias, i entre 1937 i 1944 l'ampliació per l'est fins al carrer del Centre. Aquestes ampliacions van ser fetes per l'arquitecte municipal Joaquim de Moragas i Ixart.